# Kerkhof van Dreuil-lès-Amiens
Het kerkhof van Dreuil-lès-Amiens is een begraafplaats gelegen bij de Église Saint-Riquier in de plaats Dreuil-lès-Amiens in het Franse departement Somme.

## Militair graf
De begraafplaats telt 1 geïdentificeerd Brits militair graf uit de Tweede Wereldoorlog dat wordt onderhouden door de Commonwealth War Graves Commission, die de begraafplaats heeft ingestreven als Dreuil-les-Amiens Churchyard.